# Château de Lisle
Le château de Lisle est un château situé à L'Isle-en-Rigault dans le département de la Meuse. C'est un logis seigneurial du XVIIIe siècle, aujourd'hui logis privé.
Le logis, en dehors des parties classées, fait l’objet d’une inscription au titre des monuments historiques depuis le 18 février 1992. Les intérieurs du logis font l’objet d’un classement au titre des monuments historiques depuis le 29 avril 1994.